# Empoasca decora
Empoasca decora är en insektsart som beskrevs av Delong och Davidson 1935. Empoasca decora ingår i släktet Empoasca och familjen dvärgstritar. Inga underarter finns listade i Catalogue of Life.